# Eleições municipais no Brasil em 1969
As eleições municipais no Brasil em 1969 ocorreram em 30 de novembro. Estavam aptos a votar aproximadamente 3 milhões de eleitores em 965 municípios para a escolha dos prefeitos que administrariam tais cidades a partir de 31 de janeiro de 1970 e cujos sucessores seriam eleitos em 15 de novembro de 1972.

## Abrangência do pleito
Primeira eleição realizada no governo Emílio Garrastazu Médici, o pleito de 1969 elegeu prefeitos, vice-prefeitos e vereadores em 965 municípios brasileiros distribuídos em dez estados e três territórios federais. Segundo as regras definidas pela Junta Militar de 1969, haveria eleições em todos os municípios destinados a realizá-las (total ou parcialmente) naquele ano, mesmo sob intervenção federal.

## Eleições apenas para prefeitos

### Alagoas (68)
- Água Branca
- Anadia
- Arapiraca
- Atalaia
- Barra de São Miguel
- Batalha
- Belo Monte
- Boca da Mata
- Cacimbinhas
- Cajueiro
- Campo Alegre
- Campo Grande
- Capela
- Coité do Noia
- Colônia Leopoldina
- Coruripe
- Delmiro Gouveia
- Dois Riachos
- Feira Grande
- Feliz Deserto
- Flexeiras
- Girau do Ponciano
- Ibateguara
- Igaci
- Igreja Nova
- Jacaré dos Homens
- Jacuípe
- Japaratinga
- Junqueiro
- Limoeiro de Anadia
- Major Izidoro
- Maragogi
- Maravilha
- Marechal Deodoro
- Mata Grande
- Matriz de Camaragibe
- Monteirópolis
- Murici
- Olho d'Água das Flores
- Olivença
- Palmeira dos Índios
- Pão de Açúcar
- Passo de Camaragibe
- Paulo Jacinto
- Penedo
- Piaçabuçu
- Pilar
- Pindoba
- Piranhas
- Poço das Trincheiras
- Porto Calvo
- Porto de Pedras
- Porto Real do Colégio
- Quebrangulo
- Rio Largo
- Roteiro
- Santana do Ipanema
- São Brás
- São José da Laje
- São José da Tapera
- São Luís do Quitunde
- São Miguel dos Campos
- São Miguel dos Milagres
- São Sebastião
- Satuba
- Traipu
- União dos Palmares
- Viçosa

### Goiás (218)
- Abadiânia
- Água Limpa
- Alexânia
- Almas
- Aloândia
- Alvorada
- Alvorada do Norte
- Amorinópolis
- Ananás
- Anápolis
- Anhanguera
- Anicuns
- Aparecida de Goiânia
- Aporé
- Araçu
- Aragarças
- Aragoiânia
- Araguacema
- Araguaçu
- Araguaína
- Araguatins
- Arapoema
- Arraias
- Aruanã
- Aurilândia
- Aurora do Tocantins
- Avelinópolis
- Axixá do Tocantins
- Babaçulândia
- Baliza
- Barro Alto
- Bela Vista de Goiás
- Bom Jardim de Goiás
- Bom Jesus de Goiás
- Brazabrantes
- Brejinho de Nazaré
- Britânia
- Buriti Alegre
- Cabeceiras
- Cachoeira Alta
- Cachoeira de Goiás
- Caçu
- Caiapônia
- Campestre de Goiás
- Campinorte
- Campo Alegre de Goiás
- Campos Belos
- Carmo do Rio Verde
- Catalão
- Caturaí
- Cavalcante
- Ceres
- Colinas do Tocantins
- Conceição do Tocantins
- Córrego do Ouro
- Corumbá de Goiás
- Corumbaíba
- Couto Magalhães
- Cristalândia
- Cristalina
- Cristianópolis
- Crixás
- Cromínia
- Cumari
- Damianópolis
- Damolândia
- Davinópolis
- Dianópolis
- Diorama
- Divinópolis de Goiás
- Dois Irmãos do Tocantins
- Dueré
- Edéia
- Estrela do Norte
- Fazenda Nova
- Filadélfia
- Firminópolis
- Flores de Goiás
- Formosa
- Formoso
- Formoso do Araguaia
- Goianápolis
- Goiandira
- Goianésia
- Goianira
- Goiás
- Goiatins
- Goiatuba
- Guapó
- Guarani de Goiás
- Gurupi
- Heitoraí
- Hidrolândia
- Hidrolina
- Iaciara
- Inhumas
- Ipameri
- Iporá
- Israelândia
- Itaberaí
- Itacajá
- Itaguaru
- Itaguatins
- Itajá
- Itapaci
- Itapirapuã
- Itaporã do Tocantins
- Itapuranga
- Itarumã
- Itauçu
- Itumbiara
- Ivolândia
- Jandaia
- Jaraguá
- Jataí
- Jaupaci
- Joviânia
- Jussara
- Lagolândia
- Leopoldo de Bulhões
- Lizarda
- Luziânia
- Mairipotaba
- Mambaí
- Mara Rosa
- Marzagão
- Maurilândia
- Mineiros
- Miracema do Tocantins
- Miranorte
- Moiporá
- Monte Alegre de Goiás
- Monte do Carmo
- Montes Claros de Goiás
- Morrinhos
- Mossâmedes
- Mozarlândia
- Mutunópolis
- Natividade
- Nazaré
- Nazário
- Nerópolis
- Niquelândia
- Nova América
- Nova Aurora
- Nova Roma
- Nova Veneza
- Novo Acordo
- Novo Brasil
- Orizona
- Ouro Verde de Goiás
- Ouvidor
- Padre Bernardo
- Palmeiras de Goiás
- Palmelo
- Palminópolis
- Panamá
- Paraíso do Tocantins
- Paranã
- Paranaiguara
- Paraúna
- Pedro Afonso
- Peixe
- Pequizeiro
- Petrolina de Goiás
- Pilar de Goiás
- Pindorama do Tocantins
- Piracanjuba
- Piranhas
- Pirenópolis
- Pires do Rio
- Pium
- Planaltina
- Pontalina
- Ponte Alta do Bom Jesus
- Ponte Alta do Tocantins
- Porangatu
- Portelândia
- Porto Nacional
- Posse
- Quirinópolis
- Rialma
- Rianápolis
- Rio Verde
- Rubiataba
- Sanclerlândia
- Santa Bárbara de Goiás
- Santa Cruz de Goiás
- Santa Helena de Goiás
- Santa Rita do Araguaia
- Santa Rosa de Goiás
- Santa Terezinha de Goiás
- Santa Tereza de Goiás
- São Domingos
- São Francisco de Goiás
- São João d'Aliança
- São Luís de Montes Belos
- São Miguel do Araguaia
- São Sebastião do Tocantins
- São Simão
- Serranópolis
- Silvânia
- Sítio d'Abadia
- Sítio Novo do Tocantins
- Taguatinga
- Taquaral de Goiás
- Tocantínia
- Tocantinópolis
- Três Ranchos
- Trindade
- Tupirama
- Tupiratins
- Turvânia
- Uruaçu
- Uruana
- Urutaí
- Varjão
- Vianópolis
- Xambioá

### Maranhão (91)
- Alcântara
- Alto Parnaíba
- Amarante do Maranhão
- Anajatuba
- Anapurus
- Araioses
- Arari
- Axixá
- Bacabal
- Balsas
- Barão de Grajaú
- Barra do Corda
- Barreirinhas
- Benedito Leite
- Bequimão
- Brejo
- Buriti
- Buriti Bravo
- Cajapió
- Cajari
- Cândido Mendes
- Cantanhede
- Carolina
- Carutapera
- Caxias
- Cedral
- Chapadinha
- Codó
- Colinas
- Coroatá
- Cururupu
- Dom Pedro
- Esperantinópolis
- Godofredo Viana
- Gonçalves Dias
- Grajaú
- Guimarães
- Humberto de Campos
- Icatu
- Imperatriz
- Itapecuru-Mirim
- Lago da Pedra
- Loreto
- Magalhães de Almeida
- Mata Roma
- Matinha
- Matões
- Mirador
- Monção
- Morros
- Nova Iorque
- Paraibano
- Parnarama
- Passagem Franca
- Pastos Bons
- Paulo Ramos
- Pedreiras
- Penalva
- Peri Mirim
- Pindaré-Mirim
- Pinheiro
- Pio XII
- Pirapemas
- Porto Franco
- Presidente Dutra
- Presidente Juscelino
- Presidente Vargas
- Riachão
- Rosário
- Sambaíba
- Santa Helena
- Santa Quitéria do Maranhão
- São Benedito do Rio Preto
- São Bento
- São Bernardo
- São Domingos do Maranhão
- São Francisco do Maranhão
- São João dos Patos
- São José de Ribamar
- São Luís Gonzaga do Maranhão
- São Raimundo das Mangabeiras
- São Vicente Ferrer
- Timbiras
- Timon
- Turiaçu
- Tutóia
- Urbano Santos
- Vargem Grande
- Viana
- Vitória do Mearim
- Vitorino Freire

### Rio Grande do Norte (62)
- Afonso Bezerra
- Água Nova
- Almino Afonso
- Baía Formosa
- Barcelona
- Bento Fernandes
- Boa Saúde
- Carnaúba dos Dantas
- Carnaubais
- Cerro Corá
- Coronel Ezequiel
- Coronel João Pessoa
- Cruzeta
- Doutor Severiano
- Felipe Guerra
- Frutuoso Gomes
- Grossos
- Ielmo Marinho
- Ipueira
- Itaú
- Japi
- Jandaíra
- João Dias
- José da Penha
- Lajes Pintadas
- Lucrécia
- Marcelino Vieira
- Maxaranguape
- Monte Alegre
- Monte das Gameleiras
- Olho-d'Água do Borges
- Ouro Branco
- Parnamirim
- Passagem
- Pau dos Ferros
- Pendências
- Pilões
- Poço Branco
- Rafael Fernandes
- Rafael Godeiro
- Riachuelo
- São Bento do Norte
- São Bento do Trairi
- São Fernando
- São Francisco do Oeste
- São Gonçalo do Amarante
- São Vicente
- Senador Elói de Souza
- Senador Georgino Avelino
- Serra Caiada
- Serra de São Bento
- Serrinha
- Severiano Melo
- Sítio Novo
- Taboleiro Grande
- Tangará
- Timbaúba dos Batistas
- Umarizal
- Upanema
- Várzea
- Viçosa
- Vila Flor

### Santa Catarina (08)
- Armazém
- Braço do Norte
- Lebon Régis
- Pomerode
- Seara
- Siderópolis
- Sombrio
- Xanxerê

## Eleições para prefeitos e vereadores

### Mato Grosso (71)
- Acorizal
- Água Clara
- Alto Araguaia
- Alto Garças
- Alto Paraguai
- Anastácio
- Anaurilândia
- Aparecida do Taboado
- Aquidauana
- Araguainha
- Arenápolis
- Aripuanã
- Bandeirantes
- Barão de Melgaço
- Barra do Bugres
- Barra do Garças
- Bataguassu
- Batayporã
- Bonito
- Brasilândia
- Caarapó
- Camapuã
- Campo Grande
- Cassilândia
- Chapada dos Guimarães
- Corguinho
- Coxim
- Diamantino
- Dom Aquino
- Dourados
- Fátima do Sul
- General Carneiro
- Glória de Dourados
- Guia Lopes da Laguna
- Guiratinga
- Inocência
- Itaporã
- Itiquira
- Ivinhema
- Jaciara
- Jaraguari
- Jardim
- Jateí
- Ladário
- Luciara
- Maracaju
- Miranda
- Naviraí
- Nioaque
- Nobres
- Nortelândia
- Nossa Senhora do Livramento
- Nova Andradina
- Paranaíba
- Pedro Gomes
- Poconé
- Ponte Branca
- Porto dos Gaúchos
- Poxoréu
- Ribas do Rio Pardo
- Rio Brilhante
- Rio Negro
- Rio Verde de Mato Grosso
- Rochedo
- Rondonópolis
- Rosário Oeste
- Santo Antônio de Leverger
- Sidrolândia
- Terenos
- Torixoréu
- Três Lagoas
- Várzea Grande

### Paraíba (65)
- Aguiar
- Arara
- Areial
- Baía da Traição
- Barra de São Miguel
- Belém do Brejo do Cruz
- Boa Ventura
- Brejo dos Santos
- Cachoeira dos Índios
- Cacimba de Areia
- Caldas Brandão
- Camalaú
- Carrapateira
- Condado
- Cuitegi
- Diamante
- Duas Estradas
- Fagundes
- Frei Martinho
- Gurjão
- Igaracy
- Imaculada
- Itapororoca
- Itatuba
- Jacaraú
- Junco do Seridó
- Juripiranga
- Juru
- Lagoa
- Lagoa de Dentro
- Livramento
- Lucena
- Mãe d'Água
- Manaíra
- Massaranduba
- Mogeiro
- Monte Horebe
- Natuba
- Nazarezinho
- Nova Olinda
- Olho d'Água
- Olivedos
- Ouro Velho
- Passagem
- Paulista
- Pitimbu
- Puxinanã
- Queimadas
- Riacho dos Cavalos
- Salgadinho
- Salgado de São Félix
- Santa Cruz
- Santa Helena
- Santa Terezinha
- Santana dos Garrotes
- São João do Tigre
- São José de Espinharas
- São José do Sabugi
- São José dos Cordeiros
- São Miguel de Taipu
- São Sebastião de Lagoa de Roça
- São Vicente do Seridó
- Serra Grande
- Triunfo
- Várzea

### Paraná (80)
- Adrianópolis
- Agudos do Sul
- Alto Paraná
- Alto Piquiri
- Amaporã
- Ampére
- Antônio Olinto
- Atalaia
- Balsa Nova
- Barbosa Ferraz
- Cambira
- Campina da Lagoa
- Campo do Tenente
- Catanduvas
- Cidade Gaúcha
- Conselheiro Mairinck
- Corbélia
- Dois Vizinhos
- Fênix
- Floresta
- Flórida
- Formosa do Oeste
- General Carneiro
- Guairaçá
- Guaporema
- Icaraíma
- Inácio Martins
- Inajá
- Iporã
- Iretama
- Itambé
- Itaúna do Sul
- Ivaí
- Ivaiporã
- Ivatuba
- Mamborê
- Mandirituba
- Marechal Cândido Rondon
- Maria Helena
- Mariópolis
- Marmeleiro
- Marumbi
- Matelândia
- Medianeira
- Mirador
- Miraselva
- Moreira Sales
- Nossa Senhora das Graças
- Nova Aliança do Ivaí
- Nova América da Colina
- Ourizona
- Paiçandu
- Palmital
- Palotina
- Pérola d'Oeste
- Piên
- Planaltina do Paraná
- Presidente Castelo Branco
- Quatro Barras
- Quitandinha
- Rancho Alegre
- Renascença
- Roncador
- Salto do Itararé
- Santa Cecília do Pavão
- Santa Inês
- Santana do Itararé
- Santo Antônio do Caiuá
- Santo Antônio do Paraíso
- São João
- São José da Boa Vista
- São Miguel do Iguaçu
- São Tomé
- Sapopema
- Tuneiras do Oeste
- Ubiratã
- Umuarama
- Uniflor
- Vitorino
- Xambrê

### Pernambuco (49)
- Afrânio
- Alagoinha
- Brejinho
- Buenos Aires
- Caetés
- Calçado
- Calumbi
- Camutanga
- Capoeiras
- Cedro
- Chã de Alegria
- Chã Grande
- Cumaru
- Feira Nova
- Ferreiros
- Frei Miguelinho
- Granito
- Iati
- Ibimirim
- Ibirajuba
- Iguaraci
- Ingazeira
- Itacuruba
- Itaquitinga
- Lagoa de Itaenga
- Lajedo
- Machados
- Moreilândia
- Orocó
- Palmeirina
- Paranatama
- Passira
- Pombos
- Primavera
- Sairé
- Salgadinho
- Saloá
- Sanharó
- Santa Maria do Cambucá
- Santa Terezinha
- São Benedito do Sul
- Solidão
- Tabira
- Tacaimbó
- Terezinha
- Toritama
- Tracunhaém
- Trindade
- Tupanatinga

### Santa Catarina (76)
- Agronômica
- Antônio Carlos
- Araquari
- Araranguá
- Atalanta
- Aurora
- Balneário Piçarras
- Biguaçu
- Blumenau
- Bom Retiro
- Brusque
- Caçador
- Caibi
- Camboriú
- Campo Alegre
- Campos Novos
- Canoinhas
- Capinzal
- Chapecó
- Concórdia
- Criciúma
- Curitibanos
- Garuva
- Gaspar
- Governador Celso Ramos
- Guaramirim
- Herval d'Oeste
- Ibirama
- Imaruí
- Indaial
- Irani
- Itaiópolis
- Itajaí
- Jaborá
- Jaguaruna
- Jaraguá do Sul
- Joaçaba
- Joinville
- Lacerdópolis
- Laguna
- Mafra
- Major Vieira
- Mondaí
- Nova Erechim
- Nova Trento
- Orleans
- Palhoça
- Palmitos
- Papanduva
- Piratuba
- Ponte Alta
- Porto Belo
- Porto União
- Presidente Castello Branco
- Presidente Getúlio
- Rio do Sul
- Rio Negrinho
- Rodeio
- Romelândia
- São Bento do Sul
- São Carlos
- São Joaquim
- São José
- Schroeder
- Taió
- Tangará
- Tijucas
- Timbó
- Três Barras
- Tubarão
- Turvo
- Urussanga
- Vargeão
- Videira
- Xavantina
- Xaxim

### São Paulo (67)
- Alto Alegre
- Anhumas
- Auriflama
- Balbinos
- Bálsamo
- Barrinha
- Braúna
- Buritizal
- Caiabu
- Caiuá
- Castilho
- Charqueada
- Clementina
- Divinolândia
- Ferraz de Vasconcelos
- Flora Rica
- Gastão Vidigal
- Guaiçara
- Guaimbê
- Guapiaçu
- Guarulhos
- Ibaté
- Icém
- Igaraçu do Tietê
- Igaratá
- Indiaporã
- Iracemápolis
- Irapuru
- Itaju
- Itaquaquecetuba
- Jaguariúna
- Lagoinha
- Lucianópolis
- Lupércio
- Magda
- Marabá Paulista
- Mariápolis
- Mauá
- Mirante do Paranapanema
- Monte Castelo
- Murutinga do Sul
- Nipoã
- Nova Europa
- Osasco
- Ouro Verde
- Panorama
- Paraíso
- Pariquera-Açu
- Piacatu
- Platina
- Poloni
- Ribeirão Pires
- Riolândia
- Riversul
- Sabino
- Salto de Pirapora
- Santa Cruz da Conceição
- Santa Fé do Sul
- Santa Mercedes
- Santo Antônio de Posse
- Santo Antônio do Jardim
- Severínia
- Sumaré
- Taciba
- Taiaçu
- Uru
- Valinhos

## Eleições apenas para vereadores

### Amapá (05)
- Amapá
- Calçoene
- Macapá
- Mazagão
- Oiapoque

### Goiás (03)
- Alto Paraíso de Goiás
- Caldas Novas
- Goiânia

### Maranhão (01)
- São Luís

### Mato Grosso (11)
- Amambai
- Antônio João
- Bela Vista
- Cáceres
- Caracol
- Corumbá
- Cuiabá
- Iguatemi
- Ponta Porã
- Porto Murtinho
- Vila Bela da Santíssima Trindade

### Rondônia (02)
- Guajará-Mirim
- Porto Velho

### Roraima (02)
- Boa Vista
- Caracaraí

### Santa Catarina (90)
- Abelardo Luz
- Agrolândia
- Água Doce
- Águas Mornas
- Alfredo Wagner
- Angelina
- Anita Garibaldi
- Anitápolis
- Arroio Trinta
- Balneário Camboriú
- Barra Velha
- Benedito Novo
- Botuverá
- Campo Belo do Sul
- Campo Erê
- Coronel Freitas
- Corupá
- Cunha Porã
- Descanso
- Dionísio Cerqueira
- Dona Emma
- Faxinal dos Guedes
- Florianópolis
- Fraiburgo
- Garopaba
- Grão-Pará
- Gravatal
- Guabiruba
- Guaraciaba
- Guarujá do Sul
- Ibicaré
- Içara
- Ilhota
- Imbituba
- Irineópolis
- Itá
- Itapema
- Itapiranga
- Jacinto Machado
- Lages
- Laurentino
- Lauro Müller
- Lontras
- Luiz Alves
- Major Gercino
- Maravilha
- Massaranduba
- Matos Costa
- Meleiro
- Modelo
- Monte Castelo
- Morro da Fumaça
- Navegantes
- Nova Veneza
- Palma Sola
- Paulo Lopes
- Pedras Grandes
- Penha
- Petrolândia
- Pinhalzinho
- Pinheiro Preto
- Ponte Serrada
- Pouso Redondo
- Praia Grande
- Presidente Nereu
- Quilombo
- Rio das Antas
- Rio do Campo
- Rio do Oeste
- Rio dos Cedros
- Rio Fortuna
- Salete
- Salto Veloso
- Santa Cecília
- Santa Rosa de Lima
- Santo Amaro da Imperatriz
- São Francisco do Sul
- São João Batista
- São João do Sul
- São José do Cedro
- São José do Cerrito
- São Lourenço do Oeste
- São Ludgero
- São Miguel do Oeste
- Saudades
- Treze de Maio
- Trombudo Central
- Urubici
- Vidal Ramos
- Witmarsum

## Resultado das eleições

### Prefeitos eleitos em 1969
| Unidade federativa  | ARENA | MDB | Capital | Outros | Total | Notas      | Ref.          |
| ------------------- | ----- | --- | ------- | ------ | ----- | ---------- | ------------- |
| Alagoas             | 53    | 15  |         |        | 68    |            |               |
| Amapá               | -     | -   | 1       | 4      | 5     | [ nota 1 ] | [ 8 ]         |
| Goiás               | 161   | 57  | 1       | 2      | 221   | [ nota 2 ] | [ 9 ]         |
| Maranhão            | 74    | 17  | 1       |        | 92    |            |               |
| Mato Grosso         | 67    | 4   | 1       | 11     | 83    |            |               |
| Paraíba             | 49    | 16  |         |        | 65    |            | [ 10 ]        |
| Paraná              | 72    | 4   |         | 4      | 80    |            | [ 11 ] [ 12 ] |
| Pernambuco          | 48    | 1   |         |        | 49    |            | [ 13 ]        |
| Rio Grande do Norte | 55    | 7   |         |        | 62    |            | [ 14 ]        |
| Rondônia            | -     | -   | 1       | 1      | 2     | [ nota 1 ] | [ 8 ]         |
| Roraima             | -     | -   | 1       | 1      | 2     | [ nota 1 ] | [ 8 ]         |
| Santa Catarina      |       |     | 1       |        | 178   |            |               |
| São Paulo           | 57    | 7   |         |        | 67    |            |               |
| Total               |       |     |         |        |       |            |               |

### Áreas de Segurança Nacional
| Unidade federativa | Áreas de segurança nacional sob a Lei n.º 5.449 de 4 de junho de 1968 |
| ------------------ | --- |
| Acre               | Brasileia, Cruzeiro do Sul, Feijó, Sena Madureira, Xapuri |
| Amazonas           | Atalaia do Norte, Barcelos, Benjamin Constant, Ipixuna, Japurá, Santa Isabel do Rio Negro, Santo Antônio do Içá, São Gabriel da Cachoeira, São Paulo de Olivença |
| Bahia              | Paulo Afonso, São Francisco do Conde |
| Mato Grosso        | Amambai, Antônio João, Bela Vista, Cáceres, Caracol, Corumbá, Iguatemi, Ponta Porã, Porto Murtinho, Vila Bela da Santíssima Trindade |
| Pará               | Almeirim, Óbidos, Oriximiná |
| Paraná             | Barracão, Capanema, Foz do Iguaçu, Guaíra, Marechal Cândido Rondon, Medianeira, Pérola d'Oeste, Planalto, Santo Antônio do Sudoeste, São Miguel do Iguaçu |
| Rio de Janeiro     | Duque de Caxias |
| Rio Grande do Sul  | Alecrim, Bagé, Crissiumal, Dom Pedrito, Herval, Horizontina, Itaqui, Jaguarão, Porto Lucena, Porto Xavier, Quaraí, Rio Grande, Santa Vitória do Palmar, Santana do Livramento, São Borja, São Nicolau, Tenente Portela, Três Passos, Tucunduva, Tuparendi, Uruguaiana |
| Santa Catarina     | Descanso, Dionísio Cerqueira, Itapiranga, São José do Cedro, São Miguel do Oeste |
| São Paulo          | Cubatão, São Sebastião |
| Fontes:            | |

| Unidade federativa | Área de segurança nacional sob o Decreto-Lei n.º 435 de 24 de janeiro de 1969 |
| ------------------ | ----------------------------------------------------------------------------- |
| Rio Grande do Sul  | Canoas, Osório, Tramandaí                                                     |
| Fontes:            |                                                                               |

| Unidade federativa | Área de segurança nacional sob o Decreto-Lei n.º 672 de 3 de julho de 1969 |
| ------------------ | -------------------------------------------------------------------------- |
| Rio de Janeiro     | Angra dos Reis                                                             |
| Fontes:            |                                                                            |

| Unidade federativa | Área de segurança nacional sob o Decreto-Lei n.º 865 de 12 de setembro de 1969 |
| ------------------ | ------------------------------------------------------------------------------ |
| São Paulo          | Santos                                                                         |
| Fontes:            |                                                                                |

| Unidade federativa | Área de segurança nacional sob o Decreto-Lei n.º 866 de 12 de setembro de 1969 |
| ------------------ | ------------------------------------------------------------------------------ |
| Pará               | Santarém                                                                       |
| Fontes:            |                                                                                |

| Unidade federativa | Área de segurança nacional sob o Decreto-Lei n.º 894 de 26 de setembro de 1969 |
| ------------------ | ------------------------------------------------------------------------------ |
| Mato Grosso        | Ladário                                                                        |
| Fontes:            |                                                                                |